# جودي روثمان
جودي روثمان (بالإنجليزية: Judy Rothman)‏ هي كاتبة سيناريو أمريكية، ولدت في 17 سبتمبر 1962.

## وصلات خارجية
- الموقع الرسمي
- جودي روثمان على موقع IMDb (الإنجليزية)
- جودي روثمان على موقع قاعدة بيانات الفيلم (الإنجليزية)